# Eudarcia argyrophaea
Eudarcia argyrophaea is een vlinder uit de familie van de Meessiidae. Deze soort is voor het eerst wetenschappelijk beschreven als Protodarcia argyrophaea door William Trowbridge Merrifield Forbes in een publicatie uit 1931.
De soort komt voor in Puerto Rico.